# Jean-Michel Raymond
Pour les personnes ayant le même patronyme, voir Raymond.
 (août 2020).
Si vous disposez d'ouvrages ou d'articles de référence ou si vous connaissez des sites web de qualité traitant du thème abordé ici, merci de compléter l'article en donnant les références utiles à sa vérifiabilité et en les liant à la section « Notes et références ».
Jean-Michel Raymond, dit Raymond-Latour, né le 24 mars 1766 à Saint-Vallier (Dauphiné) et mort le 6 mai 1837 dans la même ville, est un chimiste français.

## Biographie
Jean-Michel Raymond naît à Saint-Vallier le 24 mars 1766. Il est le fils de Jean-Baptiste Aimard Raymond, avocat, et de son épouse, Claire des François.
Après des études de médecine à Montpellier, Jean-Michel Raymond revient s'établir à Saint-Vallier en 1786. Il fonda dans sa ville natale un établissement pour le blanchiment des toiles.
Parti à Paris afin d'étudier la chimie à l’École normale, il devint en 1795 préparateur de chimie à l'École polytechnique. Il professa la chimie à Privas, à Tournon en 1802, puis à Lyon en 1803.
Le 11 juillet 1809, il est élu membre de l'Académie des sciences, belles-lettres et arts de Lyon.
Il quitta sa chaire en 1818 pour surveiller une fabrique de produits chimiques qu'il avait fondée à Saint-Vallier. Un prix de huit mille francs lui fut décerné en 1811 pour la découverte d'un procédé de teinture de la soie en bleu, dit le bleu Raymond.
Il meurt le 6 mai 1837 à Saint-Vallier.

## Distinctions
- Chevalier de la Légion d'honneur (17 septembre 1819)[7]

## Publications
- Souvenirs d’un oisif, Lyon, Ayné et Fils, 1836
- Essai sur le jeu considéré sous le rapport de la morale et du droit nature, Lyon, Ayné Fils, 1835
- Description du procédé de M. Raymond, professeur de chimie à Lyon, pour teindre la soie avec le bleu de Prusse, d'une manière égale, solide et brillante précédée du rapport fait à Sa Majesté sur cette découverte, et du décret impérial qui en récompense l'auteur, Imprimerie Impériale, 1811